# Духовна Україна
Політична партія «Духовна Україна» — українська політична партія, зареєстрована 21 жовтня 2011 р. 
Метою партія «Духовна Україна» визначила розбудову правового, демократичного, соціально справедливого, економічно сильного суспільства, що ґрунтується на духовних цінностях та моралі.

## Історія
Партія «Духовна Україна» зареєстрована на підставі рішень установчого з'їзду, який проходив у два етапи: 21 листопада 2010 р. і 25 вересня 2011 р. Головою партії був обраний Юрій Путас. Свідоцтво про реєстрацію видане Міністерством юстиції України 21 жовтня 2011 р.